# Alfréd Jindra
Alfréd Jindra (* 31. März 1930 in Prag; † 7. Mai 2006 ebenda) war ein tschechoslowakischer Kanute.

## Erfolge
Alfréd Jindra, der für den SK Smíchov aktiv war, nahm im Einer-Canadier an den Olympischen Spielen 1952 in Helsinki teil. Er ging dabei auf der Marathon-Strecke über 10.000 Meter an den Start, auf der er insgesamt neun Konkurrenten hatte. Im Rennverlauf führte Jindra das Feld lange an, konnte auf dem letzten Teilstück jedoch nicht mehr das Tempo halten und musste sowohl den US-Amerikaner Frank Havens als auch Gábor Novák aus Ungarn vorbeiziehen lassen. Havens wurde daraufhin nach 57:41,1 Minuten Olympiasieger, 8,1 Sekunden später gefolgt von Novák, der den zweiten Platz belegte. Jindra sicherte sich weitere 3,9 Sekunden später den dritten Rang und somit die Bronzemedaille. Der Vorsprung der drei Medaillengewinner auf den vierten Platz betrug über 1:30 Minuten.
Jindra trainierte danach auch für die Olympischen Spiele 1956 in Melbourne, erkrankte dann jedoch schwer. Infolge eines Infektes entwickelte er eine Meningitis und litt schließlich an Polio, die ihn hüftabwärts lähmte und in den Rollstuhl zwang. Sein Schicksal diente dem Schriftsteller Ota Pavel als Vorlage für eine Kurzgeschichte im Buch Der Sohn des Selleriekönigs. Der gelernte Drehmaschinenbediener Jindra arbeitete bei ČKD.